# 郗據德
郗據德（1539年—1571年），字守之，號省吾，順天府涿州人，民籍，明朝政治人物。

## 生平
嘉靖四十年（1561年）辛酉科順天鄉試第九名舉人，隆慶五年（1571年）中式辛未科會試第二百四十八名，三甲第一百八十五名進士。同年未授官而卒。

## 家族
曾祖郗甫成；祖父郗貢；父郗珏，母楊氏。永感下。兄郗惟中、郗惟正、郗志道，弟郗依仁、郗明德。